# کنسلییرو پنا
کنسلییرو پنا (به پرتغالی: Conselheiro Pena) یک شهرداری در برزیل است که در میناز ژرایس واقع شده‌است. کنسلییرو پنا ۱٬۴۰۸٫۰۱۷ کیلومتر مربع مساحت و ۲۲٬۹۴۹ نفر جمعیت دارد.